# Phacopida
Phacopida ist eine Ordnung der Trilobiten, die weltweit verbreitet war und vom Ordovizium bis zum Devon existiert hat. Die Phacopida-Trilobiten haben eine sehr variable Körperform.

## Merkmale
Die Trilobiten dieser Ordnung haben 8 bis 19 Thorax-Segmente. Diese Segmente können bei einigen Arten deutliche Mittelfurchen haben. Der Mittellobus ist bei manchen Arten sehr breit. Die Glabella auf dem Cephalon hat bis zu vier manchmal ineinander verschmolzene Furchenpaare, die aber die Glabella nicht in Loben teilen. Facettenaugen können vorhanden sein. Mitunter enthalten sie etliche Tausend Einzelaugen (sogenannte holochroale Facettenaugen, bis zu 15.000 eng aneinandergereihte Augen) und solche, die nur aus wenigen hundert Einzelaugen bestehen (sogenannte schizochroale Facettenaugen, bis zu 700 größere, einzeln gefasste Augen). Vorne auf der Unterseite kann eine sogenannte Rostral-Platte vorkommen. Das Pygidium ist sehr klein. Es gibt aber auch Arten mit größeren Pygidien. Auf dem Pygidium sind manchmal Loben vorhanden und es kann stachelig sein oder spitz zulaufen.

## Unterordnungen
Diese Trilobitenordnung hat drei Unterordnungen: Calymenina, Cheirurina und Phacopina.

### Merkmale von Calymenina
Das Cephalon der Calymenina ist halbkreisförmig bis dreieckig und hat meistens kleine, holochroale Facettenaugen. Unten ist eine Rostral-Platte vorhanden. Die Glabella ist nach vorne verengt. Der Thorax hat typischerweise dreizehn Segmente mit abgerundeten Pleurenenden; manchmal sind es auch elf bis dreizehn Segmente. Das Pygidium ist halbrund bis dreieckig ohne Stacheln an der Begrenzung.

### Merkmale von Cheirurina
Das Cephalon hat auf der Unterseite eine Rostralplatte. Die Wangen sind häufig mit Grübchen übersät. Die Glabella dieser Tiere hat bis zu vier Furchen und wird nach vorne normalerweise breiter oder sie ist fassförmig. Die Trilobiten haben holochroale Facettenaugen. Der Thorax besteht aus 8 bis 19 oft stachelförmig endenden Segmenten. Das Pygidium besteht aus zwei bis 16 Rippenpaaren und läuft manchmal spitz zu. Sehr häufig sind diese Tiere mit Tuberkeln übersät.

### Merkmale von Phacopina
Diese Tiere haben schizochroale Facettenaugen. Die Glabella ist nach vorne verbreitert. Die freien Wangen (Librigenae) sind jochartig zu einem Stück verwachsen und manchmal haben sie nach hinten gerichtete stachelartige Erweiterungen. Einige haben keine Rostralplatte unten. Der Thorax hat manchmal zehn aber typischerweise elf gefurchte Segmente. Das halbrunde, dreieckige oder spitzig zulaufende Pygidium ist kleiner als das Cephalon und hat entweder eine glatte oder ein stachelige Begrenzung.